# Санта Рита Дурао
Жозе де Санта Рита Дурао (порт. José de Santa Rita Durão; 1722, Мариана (Бразилия) — 1784), Лиссабон, Португалия) — бразильский поэт-неоклассик, монах ордена святого Августина, проповедник. Считается покровителем (патроном порт. patrono) кресла № 9 Бразильской академии литературы

## Биография
Десять лет учился в Иезуитском колледже Рио-де-Жанейро, позже отправился в Европу, где стал августинским священником. Окончил факультет философии и теологии в университете Коимбры, где затем занимал кафедру теологии.
Во время внедрения Помбаловских реформ и подавления заговоров представителей высшей знати, церковных деятелей и народных восстаний, многие, в том числе Санта Рита Дурао, бежали из Португалии. В Испании он был обвинён в шпионаже и заключён в тюрьму. Освободившись от обвинений, отправился в Рим, где работал библиотекарем в течение 20 лет, путешествовал по Испании и Франции.
После падения правительства Помбала вернулся в Португалию и в 1777 году восстановился в университете Коимбры. Вскоре после этого удалился в монастырь.
Там создал свою известную поэму-эпос «Caramuru» («Карамуру», 1781), излагающая легендарную историю открытия и колонизации бразильской провинции Баия Альваришем Курреа, прозванным Карамуру. Поэма была напечатана в 1781 г. и выдержала много изданий, переведена на многие языки.